# Монастырь Херцеговачка-Грачаница
Монасты́рь Херцегова́чка-Грача́ница (серб. Манастир Херцеговачка Грачаница) — монастырь Сербской православной церкви в Требине в Республике Сербской.
Монастырь был основан в 2000 году на горе Црквина с целью выполнить завещание знаменитого сербского поэта Йована Дучича, останки которого были привезены из США и покоятся в монастыре. Монастырская церковь представляет собой полную копию церкви сербского монастыря Грачаница в Косове и Метохии. Херцеговачка-Грачаница видна из любого района Требине.